# Pink PP
Pink PP (en español Rosa PP) o Pink PP by Valentino es un color rosa fucsia intenso desarrollado en colaboración con el estilista e Pierpaolo Piccioli y la empresa Pantone para la casa de alta costura Valentino. Utilizada inicialmente para la colección y el desfile de 2022, el Pink PP tuvo un gran éxito convirtiéndose en un color referente para la identidad visual de la marca.

## Descripción
Pink PP es un color rosa fucsia intenso utilizado por la casa Valentino desde 2022.    La intensidad del color le da un carácter provocativo para algunos observadores de la moda.
La elección de este color es fruto del trabajo realizado por el estilista Pierpaolo Piccioli y el departamento especializado Pantone Color Institute ,que habría desarrollado « exclusivamente » este matiz para el modisto.  La diseñadora de moda recurrió a este tono de rosa por su apariencia enérgica y excéntrica, así como por los valores de amor y libertad que transmite   Al llamar la atención sobre la persona que lo lleva, el color apoya la individualidad y la extroversión de la personalidad.
Para este trabajo, Pierpaolo Piccioli indica que se inspiró en el enfoque de Lucio Fontana y el tratamiento en blanco y negro de las fotografías.  El efecto buscado por el estilista italiano es poder centrar la atención en los detalles y en el objeto coloreado en Pink PP una vez que el ojo del observador se ha acostumbrado al tono. 
El Pink PP se utilizó tanto para ropa de mujer como de hombre en la colección Valentino. Pierpaolo Piccioli cree que es un color que resalta a las personas u objetos que lo usan.

## Lanzamiento, promoción e identidad visual
El color Pink PP se utilizó como referencia visual única para toda la colección otoño-invierno 2022 de la marca. La ropa presentada pero también toda la escenografía del desfile utilizó Pink PP como monocromo en gran parte de la colección.
El color tuvo una acogida favorable en el mundo de la moda, consolidándose como tendencia del año.  En el proceso, varias marcas de ropa han integrado en sus colecciones colores rosas intensos inspirados en Pink PP.
Ante el éxito del color, la marca Valentino ha perpetuado su uso hasta convertirlo en uno de los colores de referencia de la casa de alta costura. Así, las operaciones de comunicación y la producción de accesorios (p. ej. : paraguas, taza ) teñidos en Pink PP  fueron producidos por la empresa. 